# 1791 az irodalomban
Az 1791. év az irodalomban.

## Megjelent új művek

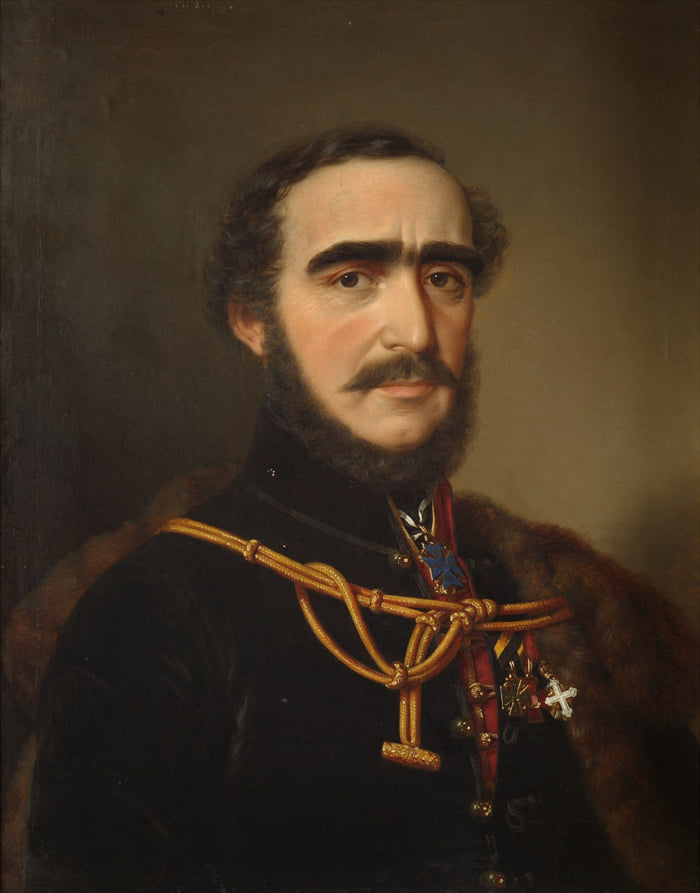
Széchenyi István

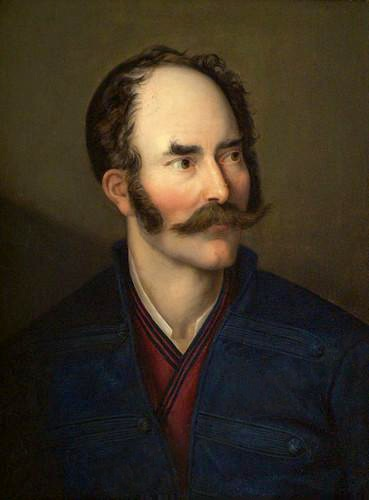
Sima Milutinović

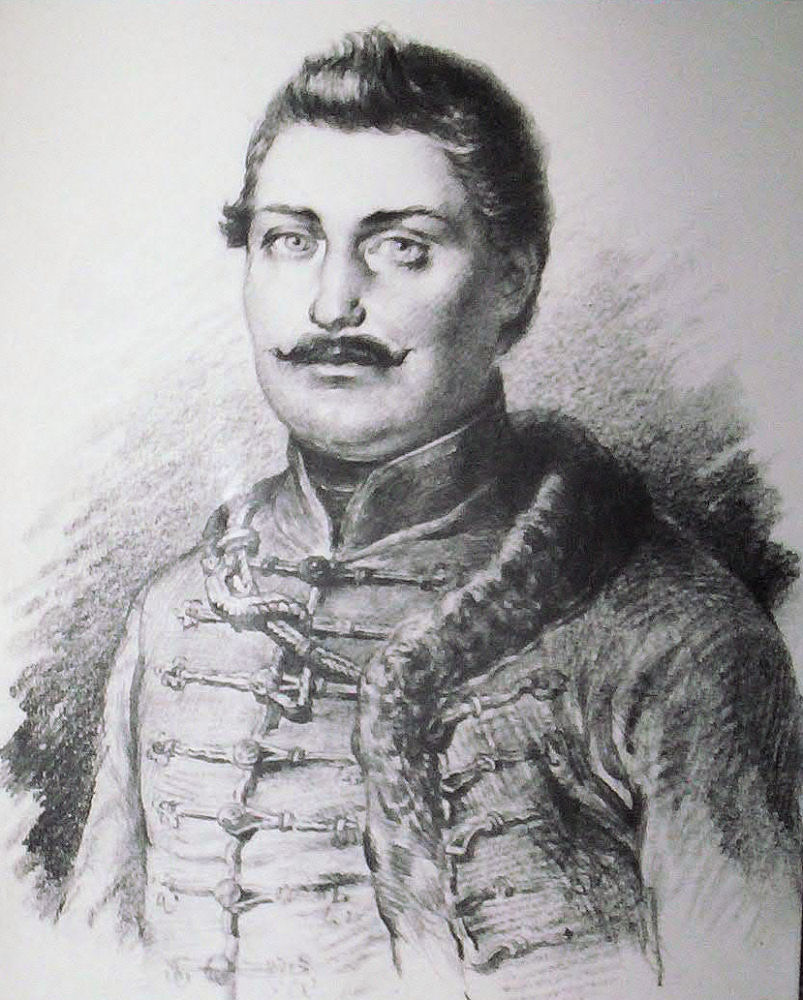
Katona József

- Megjelenik (1791–1792) Cao Hszüe-csin (Cao Xueqin) regénye, A vörös szoba álma (pinjin (pinyin) hangsúlyjelekkel: Hóng lóu mèng), melyet a legjelentősebb klasszikus kínai regényként tartanak számon.
- De Sade márki francia szerző: Justine avagy az erény meghurcoltatása (Justine ou les Malheurs de la vertu)
- James Boswell skót író életrajzi könyve: The Life of Samuel Johnson.
- Robert Burns elbeszélő költeménye: Kóbor Tamás (Tam o' Shanter).

## Születések
- január 15. – Franz Grillparzer osztrák drámaíró, költő, elbeszélő († 1872)
- január 24. – Tommaso Grossi olasz költő, író († 1853)
- június 10. – Václav Hanka cseh író, költő, filológus, szlavista nyelvész († 1861)
- szeptember 21. – Széchenyi István politikus, író, közgazdász, „a legnagyobb magyar”; a Magyar Tudományos Akadémia alapításában is kezdeményező szerepet vállalt, amikor „a nemzetiség és nyelv erősítése, terjesztése és pallérozása szent céljára” felajánlotta jószágainak egy évi jövedelmét († 1860)
- szeptember 23. – Carl Theodor Körner német költő († 1813)
- október 14. – Sima Milutinović boszniai szerb költő, író, az újabb szerb irodalom jelentős egyénisége († 1848)
- november 11. – Katona József drámaíró, a magyar drámairodalom kiemelkedő alakja († 1830)
- december 24. – Eugène Scribe francia színműíró († 1861)

## Halálozások
- április 2. – Honoré-Gabriel Riquetti de Mirabeau francia politikus, forradalmár, diplomata, író, újságíró (* 1749)